# Новая Зеландия на зимних Олимпийских играх 1960
Новая Зеландия принимала участие в Зимних Олимпийских играх 1960 года в Скво-Велли (США) во второй раз за свою историю, пропустив Зимние Олимпийские игры 1956 года, но не завоевала ни одной медали. Сборную страны представляли 2 мужчины и 2 женщины, участвовавшие в соревнованиях по горнолыжному спорту.

## Горнолыжный спорт
Спортсменов - 4
Мужчины
| Спортсмен   | Вид               | 1 попытка         | 2 попытка | Всего  | Место |
| ----------- | ----------------- | ----------------- | --------- | ------ | ----- |
| Сэм Чэффи   | Скоростной спуск  |                   |           | 2.29,3 | 48    |
| Сэм Чэффи   | Слалом            | Дисквалифицирован | Не прошёл | -      | -     |
| Сэм Чэффи   | Гигантский слалом |                   |           | 2.32,3 | 58    |
| Уильям Хант | Скоростной спуск  |                   |           | 2.32,0 | 54    |
| Уильям Хант | Слалом            | Дисквалифицирован | Не прошёл | -      | -     |
| Уильям Хант | Гигантский слалом |                   |           | 2.23,3 | 51    |

Женщины
| Спортсмен        | Вид               | 1 попытка | 2 попытка | Всего  | Место |
| ---------------- | ----------------- | --------- | --------- | ------ | ----- |
| Сесилия Уомерсли | Скоростной спуск  |           |           | 1.59,5 | 34    |
| Сесилия Уомерсли | Слалом            | 1.25,4    | 2.17,7    | 3.43,1 | 38    |
| Сесилия Уомерсли | Гигантский слалом |           |           | 1.47,7 | 27    |
| Патрисия Прэйн   | Скоростной спуск  |           |           | 2.01,5 | 36    |
| Патрисия Прэйн   | Слалом            | 1.05,5    | 1.12,9    | 2.18,4 | 32    |
| Патрисия Прэйн   | Гигантский слалом |           |           | 1.52,4 | 34    |